# Saúl Ubaldini
Pour les articles homonymes, voir Ubaldini.
Saúl Edolver Ubaldini, né le 29 décembre 1936 à Buenos Aires et mort 19 novembre 2006 dans la même ville, est un syndicaliste et homme politique argentin. Il est secrétaire général de la CGT entre 1986 et 1990.

## Biographie

### Jeunesse et premières activités politiques
Saúl Ubaldini nait dans le quartier portuaire de Mataderos. Fils d'un ouvrier du secteur de la viande, travaille à l'usine d'emballage de viande Lisandro de la Torre et à l'usine d'emballage de viande Wilson. Il commence, dans cette entreprise, sa carrière syndicale en tant que délégué et est emprisonné par le gouvernement du président radical Arturo Illia.
En 1969, il commence à travailler à la Compañía Argentina de Levaduras (Compagnie argentine des levures) dans la ville de Buenos Aires et trois ans plus tard, il est élu secrétaire général de la Federación de Obreros Cervecera Argentina (Fédération des brasseries) (FOCA) qui compte alors à peine plus de 6 000 membres.
Comme la plupart des dirigeants syndicaux argentins de ces années-là, Saúl Ubaldini est un jeune membre du mouvement péroniste, qui est interdit depuis 1955 et traverse la période connue sous le nom de Résistance péroniste, qui se termine par la victoire du Frente Justicialista de Liberación Nacional (es) (FREJULI) aux élections présidentielles de mars 1973.

### Résistance à la dernière dictature civilo-militaire
Pendant le processus dit de réorganisation nationale (1976-1983), Saúl Ubaldini dirige l'aile la plus dure de la résistance syndicale à la dictature. Il est membre de la Commission des 25 (syndicats au profil combatif), reconnue par la Confédération internationale des syndicats libres comme le centre représentatif du mouvement syndical argentin. Il est à l'origine de la première grève générale contre la dictature, le 27 avril 1979, pour laquelle il est arrêté avec tous les autres membres de la Commission des 25.

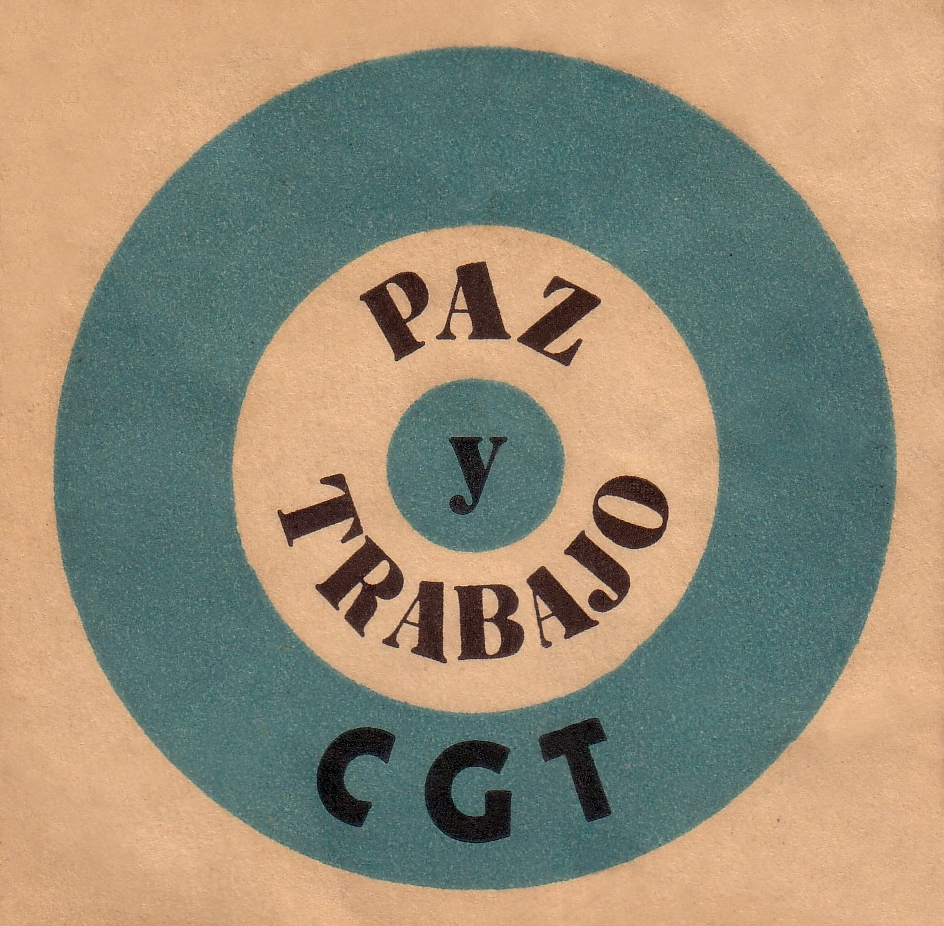
Papillon de la CGT à la Marche de San Cayetano, en septembre 1981.

En septembre 1979, il fait partie du groupe qui forme la Central Única de los Trabajadores Argentinos (CUTA), qui dure moins d'un an. Le 15 novembre, le gouvernement militaire adopte une nouvelle loi syndicale (n° 22.105) interdisant aux syndicats de former des confédérations et des centrales syndicales. Au mépris de la loi, l'année suivante, la Commission des 25 pousse à la recréation de la CGT, malgré son interdiction explicite, sous le nom de CGT Brésil, nommé d'après le nom de la rue où se trouve son siège, en élisant Saúl Ubaldini comme secrétaire général.
Le 22 juillet 1981, la CGT Brésil organise sa deuxième grève générale et, le 7 août 1981, une grande manifestation à l'église San Cayetano, sous le slogan « Paix et travail », qui devient la première revendication de masse pour la fin de la dictature militaire. Le 30 mars 1982, il dirige la manifestation historique de la Place de Mai, qui est durement réprimée et qui est considérée comme l'un des jalons de la résistance civile contre la dictature.

### Dirigeant de la CGT et actions sous la présidence d'Alfonsin
Après la fin de la dictature, le radical Raúl Alfonsín prend les rênes du gouvernement. Durant la campagne électorale, il adopte une attitude de confrontation frontale avec les syndicats, dénonçant un prétendu « pacte syndicalo-militaire ». Profitant de la popularité que lui confère sa récente élection à la présidence, l'une des premières mesures d'Alfonsín est la « loi Mucci », un projet de loi syndical que le gouvernement élabore unilatéralement et tente de faire adopter sans consulter les syndicats, comme l'exige l'Organisation internationale du travail. Saúl Ubaldini prend la tête de l'opposition à cette loi et, en février 1984, deux mois à peine après la victoire électorale d'Alfonsín, la CGT surprend les observateurs en appelant à une manifestation massive sur la Plaza del Congreso. Le projet de loi est approuvé par la Chambre des députés, mais rejeté par le Sénat.
L'échec du gouvernement à imposer cette loi accroit l'autorité d'Ubaldini qui, après le congrès de normalisation de la CGT et la réunification de la Confédération, est élu secrétaire général en 1986. Il s'oppose à la politique économique mise en œuvre par Alfonsín après la démission du ministre Bernardo Grinspun (es), sous la pression du Fonds monétaire international, qui prévoit le gel des salaires et la suspension des réunions paritaires entre les syndicats et le patronat pour négocier collectivement les salaires et les conditions de travail. Saúl Ubaldini s'oppose également à la décision du gouvernement de maintenir en vigueur la loi syndicale de la dictature, mise en cause par l'OIT pour entrave à la liberté d'association.
Face au refus du gouvernement de négocier, la CGT, sous sa direction, mène treize grèves générales contre la politique économique du gouvernement. Il se querelle avec Alfonsín, qui déclare, en faisant allusion à Ubaldini, que « le pays n'est pas pour les petits garçons et les pleurnichards », ce à quoi Ubaldini répond devant une Place de mai pleine de travailleurs : « pleurer est un sentiment, mais mentir est un péché ». Finalement, en 1987, le gouvernement Alfonsín cède et accepte de négocier avec les syndicats. Le résultat est la nomination du syndicaliste péroniste Carlos Alderete (es) au poste de ministre du travail et l'élaboration par consensus d'une nouvelle loi syndicale (loi 21.551), qui est approuvée à l'unanimité. Grâce au dialogue entre le gouvernement et la CGT, Alfonsín convoque en 1989 une réunion des syndicats qui débouche sur la signature des premières conventions collectives depuis 1975.

### Conflits avec le ménémisme
En 1989, des élections présidentielles sont organisées et remportées par le péronisme avec la candidature de Carlos Menem. Saúl Ubaldini soutient la candidature de Menem et participe activement à sa campagne électorale, au cours de laquelle le candidat péroniste promet de réaliser une augmentation salariale qui amorcera une « révolution productive ». Mais une fois au pouvoir, Menem onclut une alliance avec le principal parti de droite anti-péroniste, l'UCedé, dirigé par Álvaro Alsogaray (es), et met en place une politique économique suivant la ligne néolibérale du Consensus de Washington et du Fonds monétaire international, centrée sur les privatisations et la déréglementation des marchés, y compris le marché du travail, à l'opposé de ce que prévoyait le programme du parti. Des années plus tard, interrogé par la presse sur son soutien initial à Menem, Saúl Ubaldini répond généralement : « Je ne regrette pas d'avoir voté pour un programme auquel j'avais participé, car nous l'avions élaboré à l'époque sur la base des 26 points de la CGT. Révolution productive, augmentation des salaires, défense des entreprises publiques ».
Saúl Ubaldini adopte alors une position très critique à l'égard du « menemisme », ce qui explique qu'en 1990, le gouvernement réussit à le faire exclure du secrétariat général de la CGT mais, il refuse de quitter les locaux du syndicat. En 1991, il se présente au poste de gouverneur de la province de Buenos Aires, mais est battu par Eduardo Duhalde.

### Dernières années et mort
Saúl Ubaldini est élu, en 1997, député national du parti justicialiste puis réélu en 2001, il exerce son mandat jusqu'en 2005. En mai 2006, il est engagé comme conseiller au ministère de la planification fédérale, des investissements publics et des services, dirigé par Julio de Vido, sous la présidence de Néstor Kirchner.
Saul Ubaldini est hospitalisé dans un état grave en octobre 2006. Il meurt d'un cancer du poumon le 19 novembre 2006. Son cercueil est exposé au Congrès de la Nation argentine.